# Рене Руссо
Рене Марі Руссо (англ. Rene Marie Russo; нар. 17 лютого 1954, м. Бербанк, штат Каліфорнія, США) — американська акторка та фотомодель.

## Біографія
Рене Руссо народилася 17 лютого 1954 року в місті Бербанк, штат Каліфорнія. Батько Ніно Руссо, мати Ширлі Балокка, сестра Тоні. Коли Рене виповнилося 3 роки, батько кинув сім'ю. Навчалася в середній школі Берроуз. У 10 років лікарі діагностували у неї сколіоз і змусили носити корсет до 14 років. Через постійну нестачу грошей у сім'ї Рене вирішила залишити навчання і піти працювати. У 1972 році вона почала кар'єру фотомоделі, і до кінця десятиліття стала однією з найуспішніших персон в бізнесі, з'являючись на обкладинках таких журналів як Vogue і Harper's Bazaar.
У середині 1980-х Руссо зацікавилася кар'єрою акторки і незабаром отримала головну жіночу роль у серіалі «Сейбл». Це привело її до кар'єри на великому екрані, де вона дебютувала у фільмі «Вища ліга» (1989). Після знялася у фільмах «Містер Доля» (1990) з Джеймсом Белуші і «Правосуддя одинака» (1991) з Майклом Кітоном, перш ніж отримати роль у фільмі «Смертельна зброя 3» (1992).
У 1990-х Руссо домоглася великого успіху завдяки головним жіночим ролям у ряді комерційно успішних кінофільмів. Серед них були «На лінії вогню» (1993) з Клінтом Іствудом, «Епідемія» (1995) з Дастіном Гоффманом, «Бляшаний кубок» (1996) з Кевіном Костнером, «Викуп» (1996) і «Смертельна зброя 4» (1998) з Мелом Гібсоном, «Афера Томаса Крауна» (1999) з Пірсом Броснаном.
У 2000 році Руссо знялася в провальній комедії «Пригоди Роккі та Буллвінкля», а по тому ще в двох невдалих комедіях «Великі неприємності» і «Шоу починається». Її наступна роль була в 2005 році, у фільмі «Гроші на двох», після чого вона з'явилася у ще одній комедії «Твої, мої і наші». У 2011 році, через шість років відпочинку, Руссо повернулася на екрани з короткою роллю матері головного героя у фільмі «Тор» і його сіквелі «Тор 2: Царство темряви». У 2014 році Руссо з'явилася на великому екрані з основною негативною роллю в незалежному фільмі «Стерв'ятник».

## Особисте життя
14 березня 1992 року Руссо одружилася зі сценаристом Деном Ґілроєм, з яким познайомилася на зніманнях фільму «Корпорація „Безсмертя“». 31 серпні 1993 року народила дочку Роуз, яка також є моделлю.

## Фільмографія
| Рік       |    | Українська назва            | Оригінальна назва                           | Роль                  |
| --------- | -- | --------------------------- | ------------------------------------------- | --------------------- |
| 1987—1988 | с  | Сейбл                       | Sable                                       | Іден Кенделл          |
| 1988      | ф  | Тим часом у Санта-Моніці    | Meanwhile in Santa Monica                   | Єлена                 |
| 1989      | ф  | Вища ліга                   | Major League                                | Лінн Веллс            |
| 1990      | ф  | Містер Доля                 | Mr. Destiny                                 | Сінді Джо             |
| 1991      | ф  | Правосуддя одинака          | One Good Cop                                | Рита Льюїс            |
| 1992      | ф  | Корпорація «Безсмертя»      | Freejack                                    | Джулі Редланд         |
| 1992      | ф  | Смертельна зброя 3          | Lethal Weapon 3                             | Лорна Коул            |
| 1993      | ф  | На лінії вогню              | In the Line of Fire                         | Ліллі Рейнс           |
| 1994      | ф  | Вища ліга 2                 | Major League II                             | Лінн                  |
| 1995      | ф  | Епідемія                    | Outbreak                                    | Роббі Кео             |
| 1995      | ф  | Знайти коротуна             | Get Shorty                                  | Карен Флорес          |
| 1996      | ф  | Бляшаний кубок              | Tin Cup                                     | доктор Моллі Грісволд |
| 1996      | ф  | Викуп                       | Ransom                                      | Кейт Маллен           |
| 1997      | ф  | Бадді                       | Buddy                                       | Місіс Гертруда Лінц   |
| 1998      | ф  | Смертельна зброя 4          | Lethal Weapon 4                             | Лорна Коул            |
| 1999      | тф |                             | The Free Willy Story - Keiko's Journey Home | оповідач              |
| 1999      | ф  | Афера Томаса Крауна         | The Thomas Crown Affair                     | Кетрін Бенінг         |
| 2000      | ф  | Пригоди Роккі та Буллвінкля | The Adventures of Rocky & Bullwinkle        | Наташа                |
| 2002      | ф  | Шоу починається             | Showtime                                    | Чейз Рензі            |
| 2002      | ф  | Великі неприємності         | Big Trouble                                 | Анна Герк             |
| 2005      | ф  | Гроші на двох               | Two for the Money                           | Тоні                  |
| 2005      | ф  | Твої, мої і наші            | Yours, Mine & Ours                          | Гелен Норт            |
| 2011      | ф  | Тор                         | Thor                                        | Фріґґа                |
| 2013      | ф  | Тор 2: Царство темряви      | Thor: The Dark World                        | Фріґґа                |
| 2014      | ф  | Стерв'ятник                 | Nightcrawler                                | Ніна Роміна           |
| 2015      | ф  | Френк та Сінді              | Frank and Cindy                             | Сінді                 |
| 2015      | ф  | Стажер                      | The Intern                                  | Фіона                 |
| 2017      | ф  | Усе тільки починається      | Just Getting Started                        | Сьюзі                 |
| 2019      | ф  | Оксамитова бензопилка       | Velvet Buzzsaw                              | Родора Гейз           |
| 2019      | ф  | Месники: Завершення         | Avengers: Endgame                           | Фріґґа                |